# Janusia muiri
Janusia muiri is een spinnensoort in de taxonomische indeling van de kamspinnen (Ctenidae).
Het dier behoort tot het geslacht Janusia. De wetenschappelijke naam van de soort werd voor het eerst geldig gepubliceerd in 1973 door Gray.